# NGC 3969
NGC 3969 ist eine elliptische Galaxie vom Hubble-Typ SB0/a im Sternbild Becher südlich der Ekliptik. Sie ist schätzungsweise 302 Millionen Lichtjahre von der Milchstraße entfernt und hat einen Durchmesser von etwa 125.000 Lj.

Im selben Himmelsareal befinden sich die Galaxien NGC 3472, NGC 3957, NGC 3981.
Das Objekt wurde im Jahr 1886 von Ormond Stone entdeckt.